# Григорьев, Константин Александрович
Константин Александрович Григорьев (1926—2018) — советский хозяйственный, государственный и политический деятель, генерал-лейтенант.

## Биография
Родился в 1926 году в Омске. Член КПСС.
С июня по ноябрь 1942 г. работал трактористом Красноярской МТС Любинского района Омской области, затем — в Красноярских дачах Подгородного лесничества того же района.
В сентябре — ноябре 1943 г. — слушатель Новосибирского института военных инженеров железнодорожного транспорта. Получил отсрочку от службы в армии по болезни. В декабре 1943 г. направлен на комсомольскую работу инструктором Любинского райкома ВЛКСМ Омской области.
15 апреля 1944 г. по путёвке комсомола направлен в НКГБ. Первая должность — помощник оперуполномоченного Любинского райотделения НКГБ СССР, с 17 июля 1944 г. — курсант Свердловской межкраевой школы НКГБ СССР, с августа 1945 г. — инструктор физподготовки МКШ. С 11 декабря 1946 г. оперуполномоченный 7-го отделения 2-го отдела, с 17 июня 1948 г. — старший оперуполномоченный 3-го отделения, с 1 февраля 1950 г. — заместитель начальника 1-го отделения 5-го отдела УМГБ по Свердловской области. В 1950 г. окончил Свердловский юридический институт. С 1 июля 1953 г. — начальник 2-го отделения 4-го отдела УМВД-УКГБ по Свердловской области, с 24 июля 1956 г. — начальник секретариата УКГБ. Затем занимал должности:
- Уполномоченный по г. Свердловск-44 УКГБ по Свердловской области (10 апреля 1960 — 20 июня 1964 г.);
- Заместитель начальника 1-го направления Службы № 1 2-го Главного управления КГБ при СМ СССР (20 июня 1964 — 26 декабря 1966 г.);
- Заместитель начальника УКГБ по Краснодарскому краю (26 декабря 1966 — июнь 1971 г.);
- Начальник 14-го отдела 2-го Главного управления КГБ при СМ СССР (17 июня 1971 — 11 мая 1972 г.);
- В распоряжении 2-го Главного управления КГБ при СМ СССР (11 мая — 10 июля 1972 г.);
- Заместитель начальника Управления «А» 2-го Главного управления КГБ при СМ СССР (10 июля 1972 — июнь 1974 г.);
- Начальник УКГБ по Приморскому краю (20 июня 1974 — 18 ноября 1991 г.), член Военного совета Тихоокеанского ПО.

18 ноября 1991 г. приказом КГБ РСФСР освобождён от должности и зачислен в распоряжение УКГБ РСФСР по Приморскому краю до окончания расследования по делу ГКЧП. В конце ноября 1991 г. восстановлен в должности по окончании расследования. Уволен приказом МБ Российской Федерации № 13 от 6 февраля 1992 г. по 60 п. «А» (по возрасту) в отставку. 9 марта 1992 г. исключён из списков личного состава.
В дальнейшем работал заместителем генерального директора по безопасности компании «ОРИЕНТ-АВИА», затем — первым заместителем генерального директора холдинговой компании «АПН» и советником по безопасности президента компании «Провайдер VIР-сервис» (в сфере обслуживания авиации) в Москве. Член Российской ассоциации ветеранов контрразведки.
Делегат XXV, XXVI, XXVII и XXVIII съездов КПСС.
Умер в Москве в 2018 году.

## Звания
- Младший лейтенант (4 августа 1945 г.);
- Лейтенант (11 ноября 1947 г.);
- Старший лейтенант (8 февраля 1951 г.);
- Капитан (2 августа 1954 г.);
- Майор (14 августа 1958 г.);
- Подполковник (10 октября 1962 г.);
- Полковник (28 октября 1967 г.);
- Генерал-майор (17 декабря 1975 г.);
- Генерал-лейтенант (16 декабря 1982 г.);

## Награды
- Орден Ленина (1987 г.)
- Орден Октябрьской революции (13 декабря 1977 г.)
- Орден Красного Знамени (март 1989 г.)
- Орден Красной звезды (19 декабря 1967 г.)
- Медаль «За победу над Германией» (январь 1946 г.)
- Медаль «30 лет Советской Армии и Флота» (февраль 1948 г.)
- Медаль «За боевые заслуги» (ноябрь 1954 г.)
- Медаль «40 лет Вооружённых сил СССР» (1957 г.)
- Медаль «20 лет победы в Великой Отечественной войне 1941−1945 гг.» (1965 г.)
- Медаль «50 лет Вооружённых сил СССР» (1968 г.)
- Медаль «В ознаменование 100-летия со дня рождения Владимира Ильича Ленина» (7 апреля 1970 г.)
- Медаль «30 лет победы в Великой Отечественной войне 1941−1945 гг.» (1975 г.)
- Медаль «За отличие в охране государственной границы СССР» (31 июля 1978 г.)
- Нагрудный знак «Почётный сотрудник госбезопасности» (10 апреля 1970 г.)
- Нагрудный знак «50 лет ВЧК-КГБ» (1968 г.)
- Нагрудный знак «60 лет ВЧК-КГБ» (1978 г.)

Также имел ведомственные награды — «За безупречную службу» II степени (2 декабря 1959 г.), «За безупречную службу» 1 степени (8 декабря 1964 г.), грамоты КГБ при СМ СССР (1974, 1975 г.) и ценными именными подарками (1976, 1977 г.), грамота Приморского крайкома КПСС и крайисполкома «за активное участие в мероприятиях по обеспечению государственной безопасности в период советско-американских переговоров, проявленные инициативу и настойчивость» (3 декабря 1974 г.).